# 19547 Collier
19547 Collier este un asteroid din centura principală de asteroizi.

## Descriere
19547 Collier este un asteroid din centura principală de asteroizi. A fost descoperit pe 10 mai 1999 la Socorro, New Mexico, în cadrul proiectului LINEAR. Asteroidul prezintă o orbită caracterizată de o semiaxă mare de 2,21 ua, o excentricitate de 0,09 și o înclinație de 1,7° în raport cu ecliptica.